# Generationen-Management
Generationen-Management ist ein Teil  von Diversity Management. Ziel ist es, organisationale Bedingungen derart zu schaffen, dass alle Beschäftigten-Generationen fähig und bereit sind, ihren vollen Einsatz zu leisten.
Stereotype und Vorurteile über andere Generationen können andernfalls im betrieblichen Alltag einer produktiven Zusammenarbeit im Wege stehen und Gesundheit und Wohlbefinden beeinträchtigen. Eine wesentliche Erkenntnis des Fehlzeiten-Reports 2014 war, dass sich etablierte und jüngere Generation in Betrieben oftmals falsch einschätzen.
Generationen-Management bezieht sich auf den von Karl Mannheim entwickelten historisch-gesellschaftlichen Generationenbegriff. Demnach versteht man unter einer Generation eine gesellschaftliche Kohorte, die Geburtsperiode und prägende kollektive Ereignisse (zum Beispiel den Fall der Berliner Mauer oder die Terroranschläge am 11. September 2001) in Kindheit und Jugend teilt. Eine allgemeingültige Generationen-Gliederung für die Arbeitswelt in Deutschland existiert noch nicht. Vielfach wird die US-amerikanische Generationen-Systematik für Deutschland adaptiert, wobei angesichts divergenter historisch-sozialer Entwicklungen Anpassungen vorgenommen werden müssen. Oftmals werden hierbei fünf Generationen unterschieden: Nachkriegs- oder auch Wirtschaftswundergeneration (geboren ca. 1946–1955), Baby Boomer (geboren ca. 1956–1965), Generation X oder auch Generation Golf (geboren ca. 1966–1980), Generation Y (geboren ca. 1981–1995) und Generation Z (geboren zwischen 1995 und 2010).
Die konkrete Ausgestaltung von Generationen-Management wird von der demografischen Struktur und den Erfolgsvoraussetzungen der jeweiligen Organisation bestimmt. Studien mit der Daimler AG und der Deutschen Bahn AG identifizierten als typische Handlungsfelder u. a. die Flexibilisierung von Arbeitszeit und Arbeitsort, altersunabhängige Karrieremöglichkeiten, Gesundheitsmanagement, lebenslanges Lernen sowie die Förderung von Wertschätzung zwischen den Generationen durch Kommunikation und Qualifizierungsmaßnahmen.

## Weblink
- Martin Klaffke: Definition in Gablers Wirtschaftslexikon. Abgerufen am 27. Juni 2022.